# Georg Fürmeier
Georg Fürmeier (ur. w 1962) – niemiecki narciarz, specjalista narciarstwa dowolnego reprezentujący barwy RFN. Jego największym sukcesem jest brązowy medal w balecie narciarskim wywalczony podczas mistrzostw świata w Tignes. Zajął także piąte miejsce w balecie narciarskim na igrzyskach olimpijskich w Calgary, jednakże balet narciarski był tylko konkurencją pokazową. Najlepsze wyniki w Pucharze Świata osiągnął w sezonie 1985/1986, kiedy to zajął 15. miejsce w klasyfikacji generalnej, a w klasyfikacji baletu narciarskiego był trzeci.
W 1989 r. zakończył karierę.

## Osiągnięcia

### Mistrzostwa świata
| Miejsce | Dzień    | Rok  | Miejscowość | Konkurencja      | Zwycięzca      |
| ------- | -------- | ---- | ----------- | ---------------- | -------------- |
| 3.      | 6 lutego | 1986 | Tignes      | Balet narciarski | Richard Schabl |

### Puchar Świata

#### Miejsca w klasyfikacji generalnej
- sezon 1980/1981: 73.
- sezon 1981/1982: 59.
- sezon 1982/1983: 37.
- sezon 1983/1984: 44.
- sezon 1984/1985: 21.
- sezon 1985/1986: 15.
- sezon 1986/1987: 27.
- sezon 1987/1988: 28.
- sezon 1988/1989: 106.